# 学用品
学用品（がくようひん）とは、児童・生徒が学習や学校生活などに使用する物の総称である。文房具の他、靴、衣類、鞄、楽器など、その種類は多岐にわたる。

## 学用品の特徴
児童の体の大きさや体力・筋力に合わせて設計されているほか、毒性の低い成分を使用する・はさみの先を丸くするなど特に安全に配慮されている。また、紛失や他人のものとの取り違えを防ぐため氏名を記載する欄があらかじめ設けられているものが多い。学校での授業で水彩画を描くための道具、毛筆での習字に必要な道具、裁縫・製図・木工の基礎を学習するために必要な道具など多種類の専用道具が一度に必要になるものについては、持ち運ぶためのケースとともにセット販売されている。学用品のなかには子供が楽しく使えるよう、良い匂いやカラフルな彩色を施したもの、キャラクターの絵が描かれたもの、食品やキャラクターなどを模した形状のもの、動く仕掛けが施されたものなどがあるが、玩具としての要素が大きいものはかえって学習の妨げになるため学校などでは指定された色や形状以外の学用品の学内持ち込みを禁じている場合がある。また、学校名や校章を入れたその学校専用デザインの体操着などやその学校独自の学習法のために設計されたノートなどを学校指定品とし、それ以外の学用品の使用を認めない場合もある。

## 学用品の販売
学用品は文房具店などで取り扱われる。商業地区にある一般的な店舗でも販売されるが、学校の通学路や校門の前に立地し朝の通学時間帯に営業を開始する文房具店が児童・生徒によく利用される。校内に購買がある場合にはそこでも販売される。学校指定品については学区内の取り扱い指定店で扱われる。学校（特に小学校）に入学するときには多くの学用品が必要になるため、入学シーズンになると百貨店、ショッピングセンター、大型文房具店、ホームセンターなどの大型小売店やインターネット上の通信販売店などでは学用品の特設コーナーを設けるところも多い。また、日本の学校では必要な学用品を学校で一括購入する場合が多い。

## 主な学用品
以下では主に現在の日本の小中学校においてよく使用されるものを記す（必ずしもすべての学校でこれらを使用するわけではない）。

### 通学
- 鞄 - 日本の小学校では皮革製のランドセルを使うことが多く、一部地域ではナイロン製のランリュック（正式名=ランリック）を使っている。中学校以上ではボストンバッグなどが使われることが多いが、生徒の身体の成長への影響や学校のある地域の気候（豪雪）を鑑みて背負い型の鞄を採用している学校もある。荷物が多いときのためにサブバッグも必要となる。ボストンバッグやサブバッグは学校指定品であることが多い。
- 帽子 - 日本の小学生（特に低学年）は安全のため明るい黄色の通学帽をかぶるよう指定されることが多い。
- 靴 - 革靴、ズック靴などを使用する。学校で指定されることも多い。下駄、草履、サンダル、キャラクターの絵の付いた靴などは学校で禁止される場合が多い。雨や雪の日の通学用に長靴や雪靴も必要となる場合があるが、これらについて学校で色が指定されることもある。
- 雨傘 - 児童用のものは安全に配慮し石突や露先が丸くなっている。日本の小学校（特に低学年）においては帽子と同じく明るい黄色のものが指定されている場合がある。図柄や色を制限し華美にならないよう配慮を求める学校もある。また、安全上の配慮から、自転車での通学においては自転車運転中の傘の使用を禁止しレインウェアの着用を義務づけている場合が多い[1]。
- レインウェア - 児童用のものにはランドセルを背負ったまま着用できるフード付き合羽型のものなどがある。日本の小学校（特に低学年）においては帽子と同じく明るい黄色のものが指定されている場合がある。デザインや色を制限し華美にならないよう、また安全であるよう（特に濃色のものは反射材をつけてあるものを選定するなど）配慮を求める学校もある。
- 防寒着 - コート、マフラー、手袋などの防寒着については色やデザインを制限し華美にならないよう配慮を求める学校もある。
- 反射たすき - 交通事故の防止のため、反射材を縫いつけたたすきの着用を義務づける学校もある。
- ヘルメット - 自転車通学者に着用を義務づける場合が多い。徒歩通学の場合でも着用を義務づける学校もある。
- 防犯ブザー - 日本では、近年多発する子供を狙った犯罪から児童・生徒を守るため携行させるようになりつつある。使い方の講習とともに学校から配付される場合もある。

### 学校生活
- 名札 - 学校名と名字を記したもの。フルネームで記載する場合もある。学年が変わっても使用できるようになっているものも多い。左胸へピンで着用させる形式のものが多く使われ、首からひもで下げる形式のものはひもを引っかけて首締めが起こるなどの安全上の理由から使用されない。防犯上の理由から学外では着用させない場合もある。
- き章 - 校章をデザインしたものなど。名札と一体化している場合もある。
- 生徒手帳 - 中学生高校生に配布されることが多い。身分証明書（学生証）と一体化している。　学校から配布されることが多いが購買で買える学校もある。
- 制服 - 学校によっては制服又は標準服が指定されている。
- 上履き - 土足での校舎内立ち入りが禁止されている学校では上履きを用意する。学校で指定される場合が多い。
- 連絡帳 - 教師と保護者が特筆すべき児童の様子などを書き記して互いに連絡を取り合うために使用したり、児童が持ち物を忘れないよう書き留めたりする。学校で配られる場合もある。
- 連絡袋 - 連絡帳、連絡事項を印刷したプリント類、集金袋、通知票などを入れて持ち運ぶ。
- 給食用ナプキン - 教室で給食をいただくときに机が汚れないように机の上に広げる。
- 給食当番用白衣 - 給食当番が配膳の際に身につける。マスク以外は多くの場合学校で用意されているものを使用し、当番が終わったら自宅に持ち帰り洗濯して次の当番者へ渡す。マスクは各自で用意したものを使用する。
- 台布巾 - 給食後に配膳台や机の上を拭くために用いる。学校で用意される場合もあるが、児童が持ち寄った雑巾のうちから新品の白いタオルで作られたものなど布巾にして差し支えのないものを使用する場合もある。
- 雑巾 - 掃除に用いる。各自で専用のものを用意する場合や持ち寄って共用したりする場合がある。握力の弱い小学校低学年の児童が用いる雑巾は絞りやすく乾きやすいよう短辺を縫い合わせ輪にしただけのタオルを畳んで用いるなど、学校から縫い方を指定される場合がある。学校の家庭科の授業で作成する場合もある。
- 図書袋 - 学校図書館から貸し出しを受けた本の持ち運びに使用する。布製の手提げ袋であることが多い。学校の家庭科の授業で作成する場合もある。
- 代本板 - 学校図書館を利用する際に棚から抜き出した本のかわりに差し込んでおく板状のもの。氏名が書いてあり、児童・生徒が自分で元の場所に本を返却するのに役立つ。市販品もあるが、学校から貸し出されたり学校の図画工作の授業で作成する場合もある。
- 防災頭巾 - 地震などの時に落下物から頭を保護しながら避難する場合に備えて準備する。避難訓練で着用する。学校の椅子に取り付け座布団として使用できるものなどがある。

### 授業（全般）
- 常用する筆記用具類
  - 鉛筆 - HB又はBを使用することが多い。削って芯をとがらせたものを5本程度用意する。
  - 鉛筆削り - 鉛筆を削って芯をとがらせるのに使う。家で使用するものは卓上型鉛筆削り器を、学校へ持っていくものは携帯用鉛筆削り器を用意することが多く、かつてのように肥後守などのナイフ類を用意することは少ない（学校によっては持ち込みを禁じられている）。学校に卓上型のものが用意されていることもある。
  - シャープペンシル - 鉛筆の代用。文字の書き方を覚える段階にあるため小学校では禁じられている場合もある。
  - 赤鉛筆 - 答え合わせで○×を付すのに用いる。採点用に作られた朱色の鉛筆や朱色の片端に紺色を繋げた赤青鉛筆を用意する場合が多い。赤色のボールペンやサインペンを用いる場合もある。
  - 色ペン - ボールペンやサインペン、蛍光ペンなど。ノートや教科書の重要な部分に印を付すのに用いる。
  - 消しゴム - 鉛筆（又はシャープペンシル）で書いたものを消すときに用いる。通常はプラスチック消しゴムを用意する。匂い付きのものやキャラクター型に造形されたものなどを禁止している学校もある。
  - 定規 - 15cm程度の長さのものと30cm程度の長さのものを用意する場合が多い。短いものは筆箱に入れておく。
  - 筆箱 -  常用する筆記用具類を収納して携帯する。変形するなど玩具要素の強いものや落とすと大きな音のする金属製のものについては使用を禁止している学校もある。
- ノート類
  - ノート - B5又はA4サイズのものが多く用いられる。方眼ノート、大学ノート、縦罫ノートなどの種類があり、教科毎に指定されたものを用いる。五線紙ノート、ペンマンシップノート、デザインノートなど、特定の教科専用につくられたものもある。休み時間に落書きをして遊ぶためのノート（「じゆうがちょう（自由画帳）」などと呼ばれる白紙のノート）を用意することもある。特に小学生に向けて教科毎の専用ノートをシリーズで作成したものが市販されており、学習帳と呼ばれている。
  - ルーズリーフ - ノートの代用。散逸しやすいため使用を禁止されている場合もある。
  - 下敷き - ノートの大きさに合わせたものを用意する。五十音や九九などが印刷されたものや赤いマーキングペンと合わせて暗記に用いる濃緑色透明のものなど、下敷き以外の学習用途を付加したものもある。
  - レポート用紙 - B5又はA4の横罫線のものが多く用いられる。
- その他のよく使用される文房具類
  - はさみ - 紙を切るためのもの。こうさくばさみなどと呼ばれる。安全のために刃先が丸くなっているものやキャップ付きのものがある。
  - カッターナイフ - 紙を直線的に切るために用いる。
  - のり - 口に入っても害のないデンプンのりが多く使われる。こうさくのりなどと呼ばれる。
  - マジック - 壁新聞その他の掲示物を制作するのに数色用いることが多い。共同作業に使用する場合、多くは学校で用意される。
  - 色鉛筆 - 絵を描くほか、白地図などの教材の塗り分けなどに用いられる。12色程度のセットのものが多く用いられる。通常の鉛筆型のもののほか、クーピーペンシルも多く用いられる。
  - おどうぐばこ - 常用しない文房具類を収納して机やロッカーにしまうために使う。さまざまな種類のものが市販されているが、大きさによっては机やロッカーに入らない場合もあるので注意が必要である。
  - ファイル - 配付されたプリント類を綴って保存するために用いる。フラットファイルやZ式ファイルが多く用いられる。
  - ホッチキス - レポート用紙や作文用紙などを綴じるために用いる。
  - 模造紙 - 壁新聞を作成したり、自由研究を発表用にまとめるために用いる。
  - 電子媒体 - コンピュータを使って作成したデータの記録や課題提出に用いる。フロッピーディスクやCD-Rなどが用いられる。

### 授業（教科別）
教科書、副読本、ドリル・問題集、辞書類の他に教科学習のために特に必要となるものを以下に挙げる。
- 国語、書写
  - 原稿用紙 - 作文を書くのに用いる。一般に400字詰め縦書きのものが多く用いられる。
  - かきかたえんぴつ - B又は2Bの鉛筆。特に小学校低学年において硬筆の書写を行うために用いる。
  - かきかたペン - 細字の黒色インクのフェルトペン。硬筆の書写に用いる。
  - 習字セット - 毛筆の書写を行うために用いる。大小の筆、文鎮、毛筆用下敷き、硯、墨汁などがセットになっている。
  - 半紙 - 毛筆の書写を書くのに用いる。
- 社会
  - 日本地図・世界地図 - 地理の授業では各自が持つ地図帳の他、全員で見られるよう大きなものを地図スタンドなどに掲げて用いる。家庭学習用に子供部屋の壁などに貼る場合もある。
  - 年表 - 歴史を習う学年では各自がもつ年表の他、教室の後ろの壁などに大きなものを貼ってある場合が多い。家庭学習用に子供部屋の壁などに貼る場合もある。
  - 地球儀 - 世界地理を学習する場合に用いる。また、理科の天文の分野を学習する場合に地球の模型代わりに用いられる場合もある。
- 算数、数学
  - さんすうセット - 小学1年生（2年生まで用いる場合もある）が数の概念などを学ぶために用いる教材のセット。おはじき、数え棒、おかね、数字カード、時計、九九カードなどがセットになっている。多くの場合、児童の混乱を避けるため使用する教科書に出てくるものと全く同じデザインのものが用意される。
  - 分度器 - 角度を学ぶときに角度を測るために用いる。180度まで測れる半円型のものを用いる。
  - 三角定規 - 垂線、平行線などの作図に用いる。プラスチック製の小型のものを多く用いる。分度器やコンパスとセットで販売されている場合もある。
  - コンパス - 円を書くほか、幾何の証明などでの作図に用いる。
  - そろばん - 珠算の授業で用いる。
  - 学習用電卓 - 電卓での計算の授業で用いる。
  - グラフ用紙 - B5又はA4のものが多く使われる。関数のグラフなどを書く。中学校では1mm間隔（5mm及び1cm毎に太線）の方眼が印刷されたグラフ用紙を用いる。高等学校で対数を習うときには片側又は両側が対数目盛りになったグラフ用紙を用いる場合もある。
- 理科
  - 磁石 - 磁石の性質を学ぶ実験に用いる。一般にU磁石と棒磁石が多く用いられる。
  - 虫眼鏡 - 観察に用いるほか、太陽光を集めて紙を燃やす実験などに用いる。
  - 理科教材セット - 水車、風車、電気、電磁石等について学ぶ実験のための教材セット。実験の種類別にセットが市販されており、学校で一括購入し授業で配られることが多い。
- 音楽
  - ハーモニカ - 小学校低学年ではハ長調の演奏が容易な15音単音のものが用いられる。
  - 鍵盤ハーモニカ - 鍵盤楽器の演奏を学ぶために据え置き型リードオルガンの代わりに用いられることが多い。
  - カスタネット - 通常赤と青の丸い木の板をゴムひもでくくったタイプのものが用いられる。
  - リコーダー - 小学校ではソプラノリコーダーが、中学校ではアルトリコーダーが用いられることが多い。
- 図画工作、美術
  - クレヨン - 絵を描くのに用いる。クレパスを用いる場合もある。12色程度のものが多く使用される。クレヨンのみで絵を描くほか、水彩絵の具と組み合わせて用いる場合もある。
  - 水彩絵具セット - 水彩画を描くために用いる。12色程度の学童用不透明水彩絵具、太さの異なる絵筆2、3本、パレット、筆洗バケツ、筆拭いなどがセットになっている。
  - 絵画用鉛筆 - 4B程度の鉛筆。鉛筆デッサンや下書きに用いる。
  - コンテ - 黒色のものをデッサンに用いる。
  - 練り消しゴム - デッサンの修正に用いる。
  - 画用紙 - 絵を描くほか、工作材料に用いる。白いものの他、色画用紙も用いる。ラシャ紙のほか、中学校ではケント紙も用いる。
  - 画板 - 写生に用いる。
  - 粘土 - 小学校低学年では油粘土や小麦粉粘土が用いられる。紙粘土を用いた作品づくりや陶芸用粘土を用いての焼き物づくりも行う。
  - 粘土べら・粘土板 - 粘土での造形に用いる。
  - 粘土ケース - 油粘土や小麦粉粘土の保存に用いる。
  - 折り紙 - 10色前後のセットのものが多く用いられる。折って作品を作るほか、ちぎり絵や工作の材料としても用いる。
  - 彫刻刀セット - 木版画や彫刻に用いる。通常数種類の彫刻刀（5本程度）がセットになっているが、中には砥石やばれんが入ったセットもある。
  - ボール紙 - 工作材料として用いられる。
- 体育、保健体育
  - 体操着 - 運動をするためのシャツ（半袖、長袖）、短パン（ハーフパンツ、クォーターパンツ、ブルマー）及び長袖長ズボンのジャージ上下を用意することが多い。学校指定である場合が多く、体育の授業や運動会、球技大会、マラソン大会などの運動をするときのみならず、技術・家庭での技術分野の実習や掃除の時間に作業着代わりに着用したり、写生大会や遠足などの屋外活動で着用する場合もある。
  - 運動靴 - 外履き用と体育館用のものをそれぞれ用意する場合が多い。特に体育館用のものは学校指定である場合が多い。
  - 紅白帽 - 紅白リバーシブルの布製の鍔（つば）付きキャップでゴムの顎ひもがついている場合が多い。
  - 鉢巻 - 紅白リバーシブルのものの他、クラス対抗戦などで用いるチームカラー別のものなどがある。
  - ゼッケン - クラスと名字を記入した布を体操着やスクール水着に縫いつけることが多いが、ビブス型ゼッケンを用いる学校もある。
  - スクール水着 - 水泳の授業で着用する。学校指定であることが多い。
  - 水泳帽 - 水泳の授業で着用する。ラインを縫いつけるなど水泳の能力の段階を示す印が付けられる場合が多い。
  - バスタオル - 水泳後に濡れた体や髪を拭くのに用いる。
  - ラップタオル - 筒型に縫い、一方の口にゴムを通して縮めたもの。水泳の着替えの際にむやみに裸を見られないよう体に巻き付けて用いる。かつては学校からの指示で各家庭で手作りした。現在は市販品もある。
  - ビーチサンダル - 水着に着替えた後での移動時に履くよう用意する場合がある。
  - 水着入れ - 水着や水泳帽、タオル類を入れて持ち歩くためのビニールや防水機能のある布でできたバッグ。学校で指定されている場合もある。
  - 子供用目薬 - 水泳後に眼病予防のため使用する場合がある。
  - ビート板 - 水に浮く素材でできた板で水泳のバタ足練習などに補助道具として用いる。学校のプールに備え付けられている場合が多い。
  - 跳び縄 - 縄跳びに用いる。長縄跳び用のものは学校で用意されている場合が多いが、短縄跳び用のものは児童・生徒が各自で用意する場合が多い。児童・生徒用の跳び縄は、カラフルで適度な重さがあり回しやすいプラスチック製のものが多く用いられるが、跳び縄の中央部分が地面に当たりすり切れ分断してしまうため、しばしば買い換えなければならない。
- 家庭、技術・家庭
  - エプロン・三角巾 - 調理実習で用いる。被服分野を学ぶときに作成する場合もある。
  - 裁縫セット - 被服分野での実習に用いる。針、針刺し、糸、ラシャばさみ、糸切りばさみ、リッパー、ゴム通し、指貫、チャコ、ルーラー、へら、メジャーなどがセットになっている。
  - ミシン - 被服の製作の実習で用いる。学校の家庭科室に備え付けてあるものを使用するが、授業時間内に仕上げられない場合には宿題として持ち帰り家庭でミシン掛けをして仕上げる場合もある。
  - 製図用鉛筆 - 2Hや3Hのものが多く用いられる。
  - 製図道具セット - 製図の実習に用いる。直線定規、三角定規、分度器、コンパス、ディバイダ、テンプレート、字消板、三角スケールなどがセットになっている。
  - 木工道具セット - 木工の実習に用いる。鋸、玄能、釘抜、錐、指矩（さしがね）、鑿（のみ）、鉋（かんな）などがセットになっている。
  - 軍手 - 木工などの実習に用いる。
- 外国語
  - リスニング（ヒアリング）教材 - 教科書の例文を音読した音声が録音されたもの。現在はCDが多いがカセットテープのものもある。教師が授業に使用するほか、児童・生徒が個人で用意し家庭学習に用いる場合もある。

### 学校行事など
- 弁当箱 - 給食が出ない場合に昼食の弁当を持たせるために使用する。
- 箸箱 - 弁当を食べるための箸を持たせるために使用する。
- 水筒 - お茶その他の飲料を持たせる必要がある場合に使用する。
- リュックサック - 遠足、キャンプなどの行事に使用する。

## 学用品の無償配付
日本においては、災害にあい必要な学用品を失った場合災害救助法に基づき学用品が給与される。